# 歐蒂塔
歐蒂塔（1930年12月31日—2008年12月2日），全名歐蒂塔·霍姆斯（Odetta Holmes），是一位美國黑人音樂家、演員、吉他手、作詞家、人權活動家，常被譽為「美國民權之聲」。她的音樂極大地發展了民謠、藍調、爵士、靈魂等多種類似的音樂方式。她是1950年代至1960年代美國民謠復興運動的先驅和代表。她的影響遍及許多音樂家，包括鮑勃·迪倫、琼·拜亚和詹尼斯·乔普林等人。

## 外部連結
- MC Records
- Concerted Efforts
- Odetta Vanguard Records （页面存档备份，存于）
- Geocities
- 歐蒂塔表演的歷史錄像 （页面存档备份，存于） The National Visionary Leadership Project
- AP Obituary 紐約時報
- Odetta remembrance and archive （页面存档备份，存于） NPR Music